# Jakob Sebastian Lauremberg
Jakob Sebastian Lauremberg (* 24. November 1619 in Hamburg; † 29. Dezember 1668 in Rostock) war ein deutscher Historiker und Jurist. Er wirkte als Professor an der Universität Rostock.

## Ausbildung und Studium
Jakob Sebastian Lauremberg galt als begabt und hielt schon im Alter von 12 Jahren eine Rede auf Lateinisch im Auditorium maximum der Universität Rostock. Er studierte von 1635 bis 1637 in Rostock und von 1637 bis 1639 an der Universität Greifswald. Ab 1640 hielt er juristische Vorlesungen in Rostock.
1642 ging er als Hofmeister an den Hof von Christian IV. nach Kopenhagen. Schon im nächsten Jahr kehrte er aus gesundheitlichen Gründen zurück nach Rostock, da er das Klima nicht vertrug. Im März 1645 unterzog er sich einer Disputation de titulis in Rostock. 1646 erhielt er den Ruf zum fürstlichen Professor für Geschichte in Rostock. Er ließ sich aber beurlauben, um als Reisebegleiter für einen vermögenden Studierenden an der Universität Leiden und anderen Universitäten tätig zu sein.
Nach seiner Rückkehr nach Rostock wurde er dort am 27. August 1650 zum Doktor der Rechte promoviert und am 3. November desselben Jahres an der dortigen Universität zum fürstlichen Professor für Geschichte berufen. 1659 erfolgte eine weitere Berufung ebenso in Rostock zum Professor der Rechte.
Er starb am 29. Dezember 1668 und wurde am 8. Januar 1669 in Rostock beerdigt.

## Familie
Lauremberg war ein Sohn des späteren Professors an der Universität Rostock Peter Lauremberg. Er war seit 1652 mit Elisabeth Spengmann (1630–1707) verheiratet, mit der er sieben Kinder hatte. Einer war der gleichnamige Sohn Jakob Sebastian, welcher später ebenso wie er als Professor in Rostock tätig war. Sein Schwiegervater Simon Spengmann war Ratsherr in Stralsund. Laurembergs Schwester Gertrud (1629–1705) war ab 1668 verheiratet mit Christian Hildebrand, Professor der Logik, ebenfalls an der Rostocker Universität.